# Academia de la Lengua Aragonesa
La Academia de la Lengua Aragonesa (en aragonés Academia d'a Luenga Aragonesa) era una institución cientíﬁca de carácter público, que apareció en la Ley de Lenguas de Aragón de 2009 como autoridad lingüística del idioma aragonés.
Sus estatutos fueron aprobados el 5 de abril de 2011 pero no llegó a ser constituida.
La sede administrativa habría estado en Zaragoza y la sede institucional habría estado en el lugar determinado por su Reglamento de régimen interno. También se habrían podido establecer subsedes territoriales.
Tuvo una existencia efímera:  creada en el 2009, aprobados sus estatutos en 2011 y suprimida en 2013 por la nueva ley de lenguas.
Estaba complementada por una Academia Aragonesa del Catalán, que habría sido la autoridad lingüística del idioma catalán en el territorio de la comunidad autónoma de Aragón.
Los órganos de gobierno de la Academia de la Lengua Aragonesa habrían estado formados por el Pleno, la Junta de Gobierno y el presidente.
La Ley de Lenguas de 2013  suprimió esta academia, así como la Academia Aragonesa del Catalán y repartió las funciones que la ley de 2009 le había atribuido entre el Gobierno de Aragón y la Academia Aragonesa de la Lengua.

## Objetivos
Los ﬁnes de la Academia eran: 
- Investigar y formular las normas gramaticales, en su caso, del aragonés teniendo en cuenta sus variedades lingüísticas.
- Inventariar y actualizar su léxico.
- Estimular el uso, enseñanza y difusión del aragonés y de sus distintas modalidades.
- Defender y promover el aragonés y sus modalidades y velar por los derechos lingüísticos de los hablantes del aragonés.
- Colaborar en la formación del profesorado.
- Establecer el criterio de autoridad en las cuestiones relativas a la normativa, actualización y uso correcto de la lengua aragonesa.
- Asesorar a los poderes públicos e instituciones sobre temas relacionados con el uso correcto del aragonés, su promoción social, así como sobre la determinación oficial de los topónimos (los nombres oﬁciales de los territorios, los núcleos de población y las vías interurbanas ) y los antropónimos.
- Las que, en el ámbito de su competencia, le encargue el Gobierno de Aragón.

## Académicos
La Academia de la Lengua Aragonesa hubiese podido tener un máximo de 21 académicos de número, y un número indeterminado de académicos correspondientes y académicos de honor. Los cargos de académico de número hubiesen sido vitalicios. 
Los primeros miembros de la Academia tenían que ser nombrados por el Gobierno de Aragón.
El Consejo Superior de las Lenguas de Aragón llegó a proponer al Gobierno de Aragón una primera lista de los miembros, pero la lista no llegó a ser aprobada.
Los miembros de ese listado de candidatos eran:
- María Pilar Benítez Marco
- Marta Marín Bráviz
- María Luisa Arnal Purroy
- Manuel Castán Espot
- Joaquín Villa Bruned
- Francho Nagore Laín
- Chabier Lozano Sierra
- Juan José Segura Malagón
- Jesús Vázquez Obrador

Finalmente sin que llegase a constituirse la academia, ésta sería suprimida por la entrada en vigor de la nueva Ley de Lenguas de Aragón que crearía en cambio la Academia Aragonesa de la Lengua.